# Amidrazone
Amidrazone sind eine Stoffgruppe organisch-chemischer Verbindungen, bei denen es sich formal um Hydrazone von Carbonsäureamiden handelt. Sie haben die allgemeine Strukturformel
{\displaystyle \mathrm {\ R{-}C({=}NR^{1}){-}NH{-}NHR^{2}} },
wobei R ein organischer Rest ist und R1 und R2 gleich H oder ebenfalls organische Reste sind.

## Tautomere
Amidrazone können in den tautomeren Grenzstrukturen (von links) Amidhydrazon, Hydrazinimid und α-Azoamin vorliegen.

## Eigenschaften und Verwendung
Amidrazone sind basisch und bilden mit Säuren stabile Salze. Sie dienen z. B. als Synthesebausteine für stickstoffhaltige Heterocyclen. Sie finden Verwendung als Arzneistoffe, wie beispielsweise die Bluthochdruckmedikamente Dihydralazin und Hydralazin.